# 垄尾
垄尾是马来西亚槟城州东北县乔治市的市郊，北临亚依淡，东临发林（亚依淡新市镇），距乔治市市中心约7公里。垄尾位于槟岛中央丘陵地之间，也是岛内密度较高的地区之一。垄尾的地名「Terubong」的意思为垄尾草，而「Paya」则代表着垄尾草生殖的沼泽地。

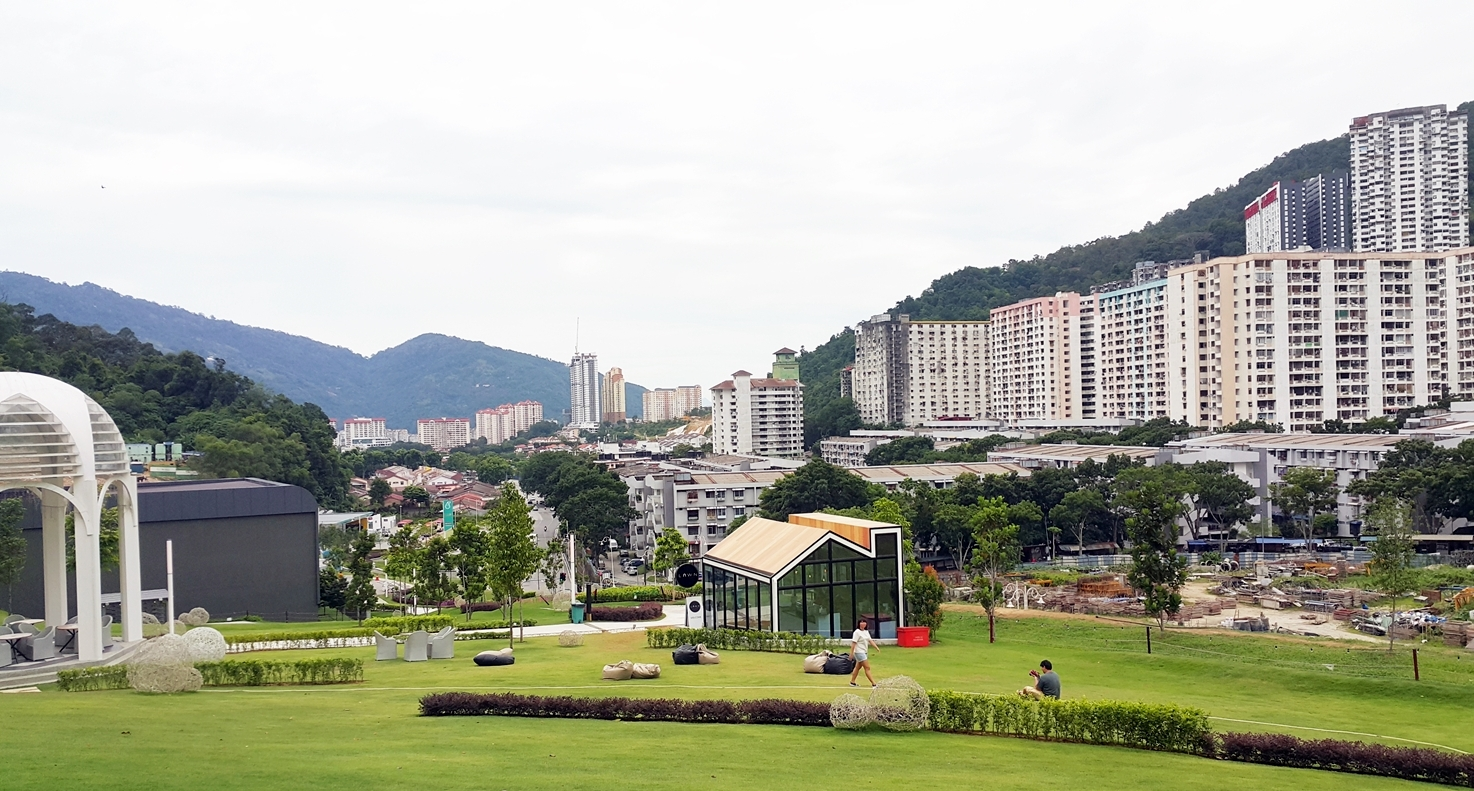
垄尾曾以农耕事业为主，如今随着岛上空地减少使得山谷随处可见高楼住宅区

垄尾曾以农耕事业为主，直到1980年代岛上空地逐渐减少，才使这里迎来多项房产发展计划，随后垄尾逐渐现代化，高楼住宅林立，使垄尾成为槟岛的主要住宅区之一。
由于垄尾位于山谷之间，因此也被视为坐拥好风水，也因此当地许多土地都是由福建会馆所管理的华人义山。

## 交通
垄尾的主要道路只有一条，即为垄尾路（Jalan Paya Terubong）。这条路大部分路段为双车道，北端临亚依淡路，南端为西南县的湖内。也因这条道路穿过中央丘陵地将槟岛两县连接起来，其在繁忙时段会面临严重的交通拥堵。也因此该道路目前正进行提升工程以纾缓交通拥堵问题。目前槟城州政府也正在建设米桶山路（Jalan Bukit Kukus）以减少垄尾路的车流量。此外，槟城快捷通（Rapid Penang）也在垄尾提供公共巴士服务。其中通往这里的巴士路线有13、201、202、306以及502号，可通往槟岛的其他地点如亚依淡、槟城国际机场、皇后湾广场、浮罗山背等。
垄尾至首府乔治市的车程约为30分钟的时间，至槟威大桥和槟城国际机场的车程则为20分钟左右。